# Bill Cheesbourg
Bill Cheesbourg (12 de junho de 1927 – 6 de novembro de 1995) foi um automobilista norte-americano que esteve em doze (seis) 500 Milhas de Indianápolis, (cinco (três) quando a prova fazia parte do calendário da Fórmula 1 de 1950 até 1960): 1956 (não se qualificou), 1957, 1958, 1959, 1960 (não se qualificou), 1961, 1962 (compartilhou com Gene Hartley), 1963 (não se qualificou), 1964, 1965, 1966 (não se qualificou), 1967 (não se qualificou) e 1968 (não se qualificou). Seu melhor resultado em 500 Milhas de Indianápolis foi o 10º lugar em 1958.